# Edward D. Baker
Edward Dickinson Baker (24. februar 1811 – 21. oktober 1861) var en engelskfødt amerikansk politiker, advokat og officer. I sin politiske karriere var Baker medlem af Repræsentanternes Hus for Illinois og senere Senator for Oregon. Baker var i mange år en god ven af præsident Abraham Lincoln og gjorde tjeneste som oberst i såvel den mexicansk-amerikanske krig og den amerikanske borgerkrig. Han blev dræbt i slaget ved Ball's bluff mens han førte et regiment, og blev på den måde den eneste siddende senator, som blev dræbt i borgerkrigen. 

## Liv
Baker blev født i London i 1811 som søn af Edward Baker og Lucy Dickinson Baker, som var fattige men uddannede kvækere. Edward Baker var skolelærer. I 1816 forlod familien England og immigrerede til USA, hvor de bosatte sig i Philadelphia, Pennsylvania, hvor Bakers far startede en skole. I 1825 forlod familien Philadelphia og rejste til New Harmony, Indiana, et utopisk samfund ved Ohiofloden som blev ledet af Robert Owen, og søgte at efterleve kommunitariske idealer. 
Omkring fem år senere (da New Harmony gik i opløsning) flyttede familien til Belleville, Illinois, en by i nærheden af St. Louis, Missouri. Der mødte Baker guvernør Ninian Edwards, som gav Baker adgang til sit private juridiske bibliotek.  
Senere flyttede han til Carrollton, Illinois, hvor han blev optaget i afvokatsamfundet i 1830. 
Den 27. april 1831 giftede han sig med Mary Ann Lee. De fik sammen fem børn: Samuel (?-1852), Caroline C. (?-?), Lucy (?-?), Alfred W. (?-1898) og Edward Dickinson Jr. (?-1883).
Et år efter sit bryllup tog Baker aktiv del i Black Hawk-krigen.
Omkring 1835 traf han Abraham Lincoln og blev snar involveret i lokalpolitik. Han blev valgt til Repræsentanternes Hus i Illinois den 1. juli 1837, og sad i Illinois' senat fra 1840-1844. I 1844 mens han boede i Springfield, besejrede han Lincoln ved nomineringen af handidater til det 29th U.S. congressional seat og blev valgt til De forenede Staters Repræsentanternes Hus for Whig partiet. Han sad fra 4. marts 1845 indtil han trak sig til bage den 24. december 1846, med virkning fra 15. januar 1847. De to forblev imidlertid nære venner og Lincoln kaldte en af sine sønner Edward Baker Lincoln, med kælenavnet "Eddie". 
Under den mexicansk-amerikanske krig opgav Baker i en kort periode politik og blev udpeget til oberst for 4th Regiment of the Illinois Volunteer Infantry, den 4. juli 1846. Han deltog i belejringen af Veracruz og førte en brigade slaget ved Cerro Gordo. Baker blev udmønstret den 29. maj 1847. Han vendte tilbage til Springfield i 1848, men frem for at opstille mod Lincoln igen flyttede han til Galena, Illinois, hvor han blev opstillet og valgt for Whig partiet til USAs Kongres. Han opstillede ikke til genvalgt i 1850.
I 1851 efter at det ikke var lykkedes for ham at opnå en ministerpost under præsident Franklin Pierce flyttede Baker til San Francisco, California, hvor han blev optaget i advokatsamfundet og genoptog sin advokatvirksomhed. Det var der at han blev kendt for sin charmerende taleaver og evner som advokat. En af hans mest berømte taler blev holdt ved indvielsen af det transatlantiske telegrafkabel den 27. september, 1858. "Tanken har bygget bro over Atlanten," sagde han, "og kløver sin uhindrede vej over havet." I 1860 flyttede han igen, denne gang til Oregon, hvor han blev valgt som en Republikaner til Senatet, for at fylde den plads der var blevet ledig. Hans periode begyndte den 2. oktober 1860.
I maj 1861, blev Baker autoriseret af krigsministeren til at opstille et infanteri regiment som en del af kvoten fra Californien. Baker rekrutterede fortrinsvis i Philadelphia og opstillede California Brigaden. Nogle måneder senere blev han tildelt kommandoen over en brigade i General Charles Pomeroy Stone's division, som bevogtede vadesteder på Potomac floden nord for Washington, D.C.. Den 21. oktober 1861 blev Baker dræbt under Slaget ved Ball's Bluff. Hans død var et chok for det officielle Washington og førte til nedsættelsen af et fælles kongresudvalg om udkæmpelse af krigen. 
Baker ligger begravet på San Francisco National Cemetery. Om sig selv sagde Baker en gang: "Min egentlige styrke ligger i min evne til at kommandere, til at styre og føre mænd. Jeg føler at kunne lede mænd hvorhen det skulle være." Baker's venner mente derimod, at han sande talent var det oratoriske. 
Næsten tre år efter hans død blev Bakers enke, Mary Ann, sat på regeringens pensionsliste, og fik $55 om måneden. Den tilhørende beslutning kan ses på Library of Congress' website. (S. 122 Arkiveret 28. maj 2018 hos  Wayback Machine)

## Æresbevisninger
- Baker City og Baker County, Oregon blev opkaldt efter ham.
- Fort Baker (Nevada), der ligger i Las Vegas dalen, blev etableret i 1864 og opkaldt efter ham
- Den 29. april 1897 blev Lime Point Military Reservation i nærheden af Sausalito, California omdøbt til Fort Baker til ære ham.
- Der er også et Fort Baker i Washington DC, som er opkaldt efter ham. Det ligger mellem forterne Meigs og Stanton, 1½ km øst for Uniontown ved Fort Baker Drive og 30th Street.
- En marmorstatue af Baker i fuld størrelse blev modelleret af Horatio Stone og placeret i Kongresbygningen. Loven som stillede $10.000 til rådighed for skabelsen kan ses på Library of Congress website. (H.R. 2762 Arkiveret 5. oktober 2018 hos  Wayback Machine and H.R. 2586 Arkiveret 5. oktober 2018 hos  Wayback Machine)
- Den 12. december 1861, efter meddelelsen om Bakers død blev en resolution forelagt af James W. Nesmith fra Oregon og vedtaget. I den hed det at Senatets medlemmer ville sørge i 30 dage ved at bære crepe på venstre arm.   (Library of Congress Journal of the Senate Arkiveret 22. juli 2005 hos  Wayback Machine)
- Der er en gipsudskæring af hans ansigt i staten Illinois regeringsbygning i Springfield, Illinois. Den sidder i væggen ved lovreference biblioteket.

(http://www.ilstatehouse.com/1st_floor.htm Arkiveret 25. august 2014 hos  Wayback Machine)
- San Francisco's Baker Street, som går fra Haight Street ved Buena Vista Park, forbi Palace of Fine Arts til marinaen ved Golden Gate National Recreation Area på Marina Boulevard, er opkaldt efter Baker.

## Eksterne links
- Col. Edward D. Baker Camp – Sons of Union Veterans of the Civil War Arkiveret 15. maj 2008 hos  Wayback Machine
- eHistory biography Arkiveret 11. juni 2004 hos  Wayback Machine
- The Abraham Lincoln Papers Arkiveret 4. august 2008 hos  Wayback Machine i Library of Congress har adskillige noter og breve mellem Baker og Lincoln, og andre bemærkelsesværdige personer.